# Lullaby
Lullaby är en låt och en singel av det engelska bandet The Cure, singeln är den första från albumet Disintegration, som släpptes 1989. Singeln släpptes den 4 april 1989.

## Singlar
Detta är en lista av olika singlar som släppts

### 7": Fiction (Storbritannien)
1. "Lullaby"
2. "Babble"

### 7": Elektra  (USA)
1. "Lullaby"
2. "Homesick [Live]"

- även som kassett

### 12": Fiction (Storbritannien)
1. "Lullaby" (Extended Mix)
2. "Babble"
3. "Out Of Mind"

### 12": Elektra  (USA)
1. "Lullaby (Extended Mix)"
2. "Homesick [Live]"
3. "Untitled [Live]"

- även som CD

### CD: Fiction  (Storbritannien)
1. "Lullaby [Remix]"
2. "Babble"
3. "Out Of Mind"
4. "Lullaby [Extended Mix]"

## Medverkande
- Robert Smith - sång, 6-strängad bas, keyboard
- Simon Gallup - bas
- Porl Thompson - gitarr
- Boris Williams - trummor
- Roger O'Donnell - keyboard
- Lol Tolhurst - övriga instrument